# 博纳勒
博纳勒（法語：Bonnal，法語發音：[bɔnal]）是法国杜省的一个市镇，属于贝桑松区。

## 地理
博纳勒（47°30'25"N, 6°21'20"E）面积1.8 平方千米，位于法国勃艮第-弗朗什-孔泰大區杜省，该省份为法国东部内陆省份，北起上索恩省，西接汝拉省，东部及东南部与瑞士接壤，东北部与贝尔福地区省接壤。
与博纳勒接壤的市镇（或旧市镇、城区）包括：沙塞莱蒙博宗、鲁日蒙、特雷桑当、奥尼翁河桥村。

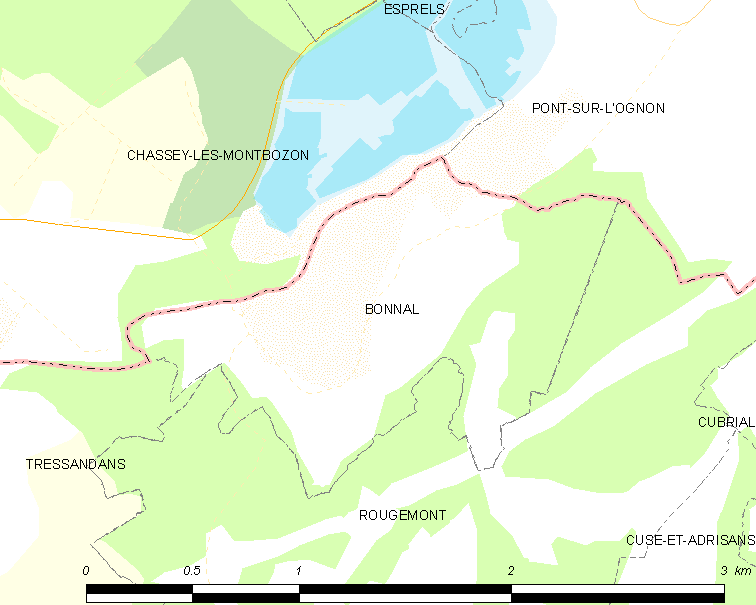
博纳勒的OSM定位图

博纳勒的时区为UTC+01:00、UTC+02:00（夏令时）。

## 行政
博纳勒的邮政编码为25680，INSEE市镇编码为25072。

## 政治
博纳勒所属的省级选区为博姆莱达姆县。

## 人口

1962-2008年间博纳勒人口变化图示

博纳勒于2022年1月1日时的人口数量为19人。